# The New Seekers
The New Seekers was een Australisch/Engelse popgroep, opgericht in 1969 door Keith Potger na het uiteenvallen van zijn groep The Seekers. De groep kende het grootste succes in 1972 en 1973 en stopte in juni 1974. De groep maakte in 1976 een korte doorstart.

## Ontstaan
Potger beoogde aanvankelijk met The New Seekers een multi-talent act te realiseren, waarbij het accent op zang en de klassieke Seekers-stijl zou liggen. Dat laatste betekende dat de heren een kostuum droegen en de dames een lange jurk. Zo werd op 19 augustus 1969 de groep aan de pers voorgesteld tijdens hun eerste optreden in het Engelse Bournemouth. De groep bestond uit Eve Graham, Sally Graham, Marty Kristian, Laurie Heath en Chris Barrington. Datzelfde jaar toerde de groep door Australië en was ze ook geregeld op de televisie te zien. Maar hun eerste single in oude-Seekers-stijl, getiteld Meet my Lord, flopte.
Halverwege 1970 had de groep commercieel nog geen succes beleefd en daarom besloot Keith Potger het imago van de New Seekers te veranderen, van klassiek naar een commerciële poppy stijl. Dit leidde echter tot een conflict met Sally, Laurie en Chris. Zij stapten op en gingen verder als het - succesloze - trio Milkwood. Lyn Paul, Peter Doyle en Paul Layton werden de nieuwe leden van de New Seekers. Amerika diende ook bewerkt te worden, zeker nu de naam Seekers nog te verzilveren viel. Het door Melanie geschreven Look what they've done to my song, Ma (met op de B-kant Beautiful people) werd er een top-20-hit. Maar in Engeland kwam de single niet verder dan de 44ste plaats. Ook van Melanies hand was The nickel song. Het werd in maart 1971 uitgebracht en flopte.
In de zomer van 1971 was er het eerste commerciële succes met Never ending song of love, geschreven door het Amerikaanse duo Delaney & Bonnie (Delaney Bramlett en Bonnie Bramlett) en eveneens uitgebracht door dit duo en een ensemble met andere muzikanten onder de naam Delaney & Bonnie and Friends. De single behaalde een tweede plaats in de Britse charts. Het succes bleek echter niet zonder ups en downs te gaan, want de follow-up Good old fashioned music uit oktober 1971 deed helemaal niets.
Dan wordt in december 1971 I'd like to teach the world to sing uitgebracht, aanvankelijk de tune van een reclamespot voor Coca-Cola. De single bereikt op 8 januari 1972 de eerste plaats in de Engelse hitparade en blijft er vier weken staan. Het wordt hun grootste hit. Op de in 2000 gepubliceerde lijst van Best verkochte singles in het Verenigd Koninkrijk staat het liedje op de 81ste plaats met 990.000 verkochte exemplaren. Ook in de Amerikaanse hitparade bereikt het de top-10, doch daar heeft men ook concurrentie van de Hillside Singers, die het nummer eerder uitbrachten.
In 1972 traden ze namens het Verenigd Koninkrijk aan op het Eurovisiesongfestival 1972 met het lied Beg, steal or borrow. Ze waren favoriet, maar moesten zich uiteindelijk achter Vicky Leandros tevreden stellen met de tweede plaats. Ook in de hitparade was de tweede plaats de hoogste. De single werd van de top weerhouden door Without you van Nilsson. Follow-up Circles, geschreven door Harry Chapin bereikte de Britse top-5. Come softly to me uit december 1972 werd gezongen door Marty Kristian en bereikte net de top-20.
In 1973 poogde de groep een rocky imago te creëren met Pinball wizzard/See me, feel me (Medley), uit de rockopera Tommy. De song werd een hit (# 16). Met hun volgende singles keerden de New Seekers echter terug naar hun vertrouwde stijl. Nevertheless (I'm in love with you) (april 1973) en Goodbye is just another word (juni 1973) werden echter geen grote hits en bleven steken in de top-30. Op 6 mei 1973 maakte Peter Doyle op een persconferentie bekend dat hij de groep in juni zou verlaten. Een andere tegenslag was dat de single We've got to do it now (september 1973) flopte. Men leek terug bij af. Met de nieuwe New Seeker Peter Oliver keerde het succes weer, want het commerciële door topcomponisten Tony MacAuly en Geoff Stevens geschreven You won't find another fool like me stond op 19 januari 1974 aan de top van de hitparade. Ook de follow-up I get a little sentimental over you, van dezelfde handen, bereikte de top-5.

### Solo
Maar inmiddels hadden met name Eve Graham en Lyn Paul ideeën over een solocarrière. Op 5 februari 1974 maakten zij deze plannen wereldkundig. Omdat contractueel was vastgelegd dat slechts één zangeres de groep zou mogen verlaten, werd besloten om in juni uit elkaar te gaan. Het laatste concert werd op 5 mei 1974 in het fameuze Rainbow Theatre in Londen gehouden. De groep had wereldwijd zo'n 25 miljoen platen verkocht.
De solocarrières van de beide zangeressen kwamen niet van de grond. Lyn Paul had slechts een kleine hit met It oughta sell a million in 1975.
Eve Graham deed het nog minder. Net als de drie zangers Marty en Paul, die met zanger Danny Finn als MPD verdergingen, zonder enig succes. Daarom werd op 3 april 1976 de doorstart van de New Seekers bekendgemaakt met een nieuwe zangeres, de Lyn Paul lookalike Kathy Ann Rae. In deze samenstelling scoorde de groep nog een paar kleine hits: It's so nice (To have you home) (1976), I wanna go back (1977) en Anthem (One day in every week) (1978). Op 16 mei 1976 trad de groep voor het eerst in de nieuwe samenstelling op. Maar de magie was verdwenen en hun plaats was inmiddels door anderen, zoals Abba en de Brotherhood of Man ingenomen. De groep beleefde slechts een Indian Summer van hun eerdere succes.
Eve Graham en Danny Finn kondigden op 17 augustus 1978 hun verloving aan en verlieten later de groep. De New Seekers kenden daarna nog vele personeelswisselingen en bestaan anno 2008 nog steeds. De enige overgebleven oudgediende was Paul Layton. Marty Kristian verliet de groep in 2002. Peter Doyle overleed, 52 jaar oud, op 13 oktober 2001 aan keelkanker.

## Discografie

### Singles
- 1970 · What Have They Done To My Song Ma - UK #44
- 1971 · Never Ending Song Of Love - #2
- 1971 · I'd Like to Teach the World to Sing (In Perfect Harmony) - #1
- 1972 · Beg, Steal Or Borrow - #2
- 1972 · Circles - #4
- 1971 · Come Softly To Me - #20
- 1973 · Pinball Wizard - See Me, Feel Me (Medley) - #16
- 1973 · Nevertheless (I'm In Love With You) - #24
- 1973 · Goodbye Is Just Another Word - #36
- 1973 · You won't find another fool like me - #1
- 1974 · I Get A Little Sentimental Over You - #5
- 1976 · It's So Nice (To Have You Home) - #44
- 1977 · I Wanna Go Back - #25
- 1978 · Anthem (One Day In Every Week) - #21

### Albums
- 1969 · The New Seekers
- 1972 · New Colours - #40
- 1972 · We'd Like To Teach The World To Sing - #2
- 1972 · Never Ending Song Of Love  #35
- 1972 · Circles - #23
- 1973 · Now - #47
- 1974 · Together - #12

### NPO Radio 2 Top 2000
| Nummer met noteringen in de NPO Radio 2 Top 2000         | '99  | '00  |
| -------------------------------------------------------- | ---- | ---- |
| I'd Like to Teach the World to Sing (In Perfect Harmony) | 1769 | 1888 |

1. ↑  Een vetgedrukt getal geeft de hoogste notering aan.
2. ↑  Deze tabel is bijgewerkt tot en met de laatste editie (2024).

1957: Patricia Bredin · 
1959: Pearl Carr & Teddy Johnson · 
1960: Bryan Johnson · 
1961: The Allisons · 
1962: Ronnie Carroll · 
1963: Ronnie Carroll · 
1964: Matt Monro · 
1965: Kathy Kirby · 
1966: Kenneth McKellar · 
1967: Sandie Shaw · 
1968: Cliff Richard · 
1969: Lulu · 
1970: Mary Hopkin · 
1971: Clodagh Rodgers · 
1972: The New Seekers · 
1973: Cliff Richard · 
1974: Olivia Newton-John · 
1975: The Shadows · 
1976: Brotherhood of Man · 
1977: Lynsey de Paul & Mike Moran · 
1978: Co-Co · 
1979: Black Lace · 
1980: Prima Donna · 
1981: Bucks Fizz · 
1982: Bardo · 
1983: Sweet Dreams · 
1984: Belle & The Devotions · 
1985: Vikki Watson · 
1986: Ryder · 
1987: Rikki · 
1988: Scott Fitzgerald · 
1989: Live Report · 
1990: Emma · 
1991: Samantha Janus · 
1992: Michael Ball · 
1993: Sonia · 
1994: Frances Ruffelle · 
1995: Love City Groove · 
1996: Gina G · 
1997: Katrina & the Waves · 
1998: Imaani · 
1999: Precious · 
2000: Nicki French · 
2001: Lindsay Dracass · 
2002: Jessica Garlick · 
2003: Jemini · 
2004: James Fox · 
2005: Javine Hylton · 
2006: Daz Sampson · 
2007: Scooch · 
2008: Andy Abraham · 
2009: Jade Ewen · 
2010: Josh Dubovie · 
2011: Blue · 
2012: Engelbert Humperdinck · 
2013: Bonnie Tyler · 
2014: Molly · 
2015: Electro Velvet · 
2016: Joe & Jake · 
2017: Lucie Jones · 
2018: SuRie · 
2019: Michael Rice · 
2021: James Newman ·
2022: Sam Ryder ·
2023: Mae Muller ·
2024: Olly Alexander ·
2025: Remember Monday